# 영역분해법

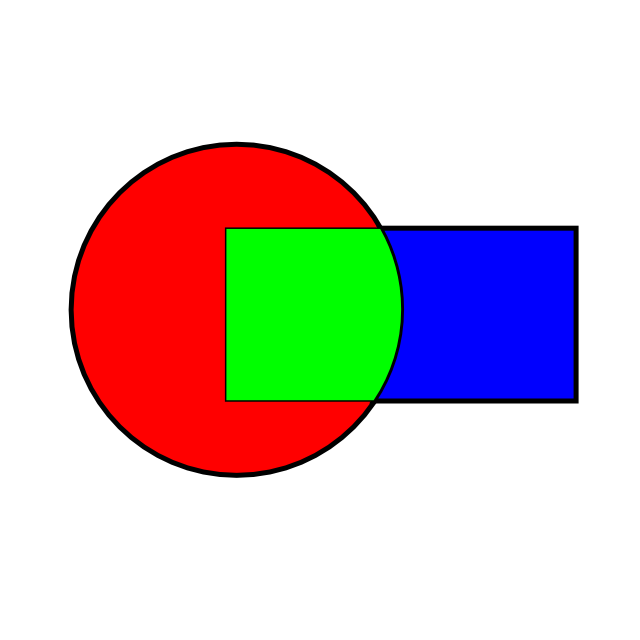
영역분해법

영역분해법(領域分解法, 영어: Domain decomposition methods)은 경계값 문제를 구간을 나눠가며 푸는 방법이다.